# 東武100形電車 (軌道)
東武100形電車（とうぶ100がたでんしゃ）は、かつて東武鉄道が日光軌道線向けとして1953年に10両を新造した路面電車車両である。1968年2月の日光軌道線廃止まで同線で運行された後、10両全車が岡山電気軌道へ譲渡され、岡軌3000形電車（おかき3000がたでんしゃ）として10年以上にわたって同社の主力車両として重用された。

## 概要
元来、沿線の清滝に所在した古河電気工業日光電気精銅所からの銅製品を国鉄日光線経由で出荷することを主な目的として建設された日光軌道線であったが、第二次世界大戦後はそうした銅製品輸送にも増して、東武鉄道による日光・中禅寺湖周辺の観光開発事業と、1951年以降の日光線系統への5700系特急車投入などによる輸送需要の増大に伴い、観光客を主体とした旅客輸送の強化が求められるようになっていた。
1953年当時、日光軌道線では日光電気軌道線開業以来の木造2軸電動客車であるテ1形（初代）4両と別府大分電鉄から戦時中に3両を譲受した木造2軸電動客車であるテ20形1両、それに開業後大日本軌道鉄工部や石川島造船所、あるいは自社工場で製造した木造2軸ボギー付随車であるハ50形（初代）2両をそれぞれ戦時中に製造した半鋼製車体に載せ替えた、テ1形（2代）5両およびハ50形（2代）2両と、日光電気軌道が東武鉄道の傘下に入り、東武の手で日光線が全通して以降に新造された半鋼製2軸電動客車のテ10形10両および半鋼製2軸ボギー付随車のハ57形5両の計22両の旅客車両が在籍し、2軸電動客車が必要に応じて2軸ボギー付随車を牽引し、国鉄日光駅前ではループ線を用い、それ以外の各駅・停留所では機回り線を用いて編成を組み替えるという旧態依然とした運行形態で、旅客輸送を実施していた。
これらの電動車の定員はいずれも40名、付随車の定員は概ね50名とされていたが、これでは1列車で日光線特急1列車分の乗客を輸送することもできず、しかもこれらの車両はいずれも戦時中の工員輸送などで酷使されて各部が疲弊しており、低出力で運転速度も低く、さらに戦時中の鋼体化車は車体が粗製濫造で荒廃が目立つ状況にもあった。
そこで、日光軌道線の近代化と輸送力増強、それに列車の運行速度引き上げを目的として、同線初となる半鋼製2軸ボギー電動客車の製造が計画され、宇都宮車輛（現：SUBARU）によって1953年8月竣工として100形101 - 110の10両が製造された。

## 車体
当時一般的な全溶接組み立てによる鋼体に木材による内装などを組み合わせた、12m級の半鋼製車体を備える。
ただし、製造メーカーである宇都宮車輛の個性が発揮されており、窓の上下の補強用帯版を外板の裏側に隠したノーシル・ノーヘッダーとし、長柱を使用する張り上げ屋根を採用することにより、極めて平滑な側面デザインが形成されているのが大きな特徴である。また、各客用扉と側窓の間の柱部から両端部にかけては、妻面で左右それぞれ100mmずつ車体が絞られる構成となっており、急曲線通過時に車体オーバーハング部が建築物や交換列車と干渉することを回避している。
窓配置は(1)D8D(1)（D：客用扉、(1)：戸袋窓、数字：窓数）で、側扉は850mm幅の連接式2枚引き戸を採用する。なお、戸袋窓は扉に合わせた430mm幅の細窓であるが、下降式となっており、運転中は通風が可能な構造である。
妻面は当時流行の湘南形に近い半流線形の2枚窓構成で、緩い傾斜が付けられており、これは後に登場した連接車の200形と共通する意匠である。なお、妻面向かって左側の車掌台側に設けられた窓はビューゲル操作を行う必要から下段上昇式の2段窓とされ、反対の運転台側の窓はワイパーつきの1枚固定窓となっている。
前照灯は腰板部中央に白熱灯具が各面1組ずつ備えつけられ、尾灯はその左右に各1灯埋め込み式で取りつけられている。また、妻面幕板部には、向かって右側の運転台側に行先表示幕が、左側の車掌台側に続行運転を示すための続行表示灯が、それぞれ設置されている。
路面電車であることから妻面下部には併用軌道走行時の路上障害物・人員巻き込み事故防止用の排障器が備えられているが、降雪時にはここにスノープラウを装着して除雪に使用することもあった。
座席はロングシートで、木製の床には主電動機検査用トラップドアの他、各台車に備えられたブレーキシリンダー検査用のトラップドアも開口している。なお、室内灯は通風口を兼ねた丸いグローブのついた白熱灯である。
塗装は日光の山々を表す若草色を基調とし、日光のシンボルのひとつである神橋を表す朱色の帯を巻いた専用塗装であった。

## 主要機器
国鉄日光駅前から日本の路面電車で最高の海抜840mを記録した馬返まで約10kmで305mを登坂し、片勾配で最大60パーミルという非常に厳しい線形であったことから、その条件に合わせて勾配対策を施した機器を搭載していることが特徴である。

### 電装品
主電動機は東洋電機製造TDK-532-Bを採用し、各台車の外側、つまり第1・第4軸に装架されている。
また、制御器は連続急勾配区間を擁する山岳線で運用されることに配慮し、特別な機構を備えた東洋電機製造DBI-LBK4直接式制御器が搭載されている。このDBI-LBK4は第二次世界大戦後の日本の路面電車において事実上の標準制御器となった、三菱電機KR-8のスケッチ元であるイングリッシュ・エレクトリック社製DBI-Kシリーズの東洋電機製造によるライセンス生産品の一つで、基本モデルとしてはDBI-K4相当となるが、本形式では下り勾配区間で発電ブレーキの使用頻度が高いことを考慮して、ノッチ逆進＝発電ブレーキ操作時に一旦主回路をオフとして抵抗器や主電動機の負担を軽減する断流器(Line-Breaker)の指令スイッチ機構がコントローラの鏡板に突き出すようにして格納してあり、DBI-LBK4という型番もこれに由来する。
この制御器に接続されている主回路上の抵抗は、いずれも鋳鉄製のグリッド抵抗が採用されており、また集電装置は、東洋電機製造BC-3ビューゲルが搭載されている。

### 台車・ブレーキ
台車は住友金属工業がJ.G.ブリル社製Brill 76E低床型2軸ボギー式軸ばね台車を模倣して製造した、KS-40Jを装着する。
この台車は鍛造側枠を持つオリジナルとは異なり、強固な高力鋳鋼による一体鋳造台車枠を備え、しかも前述の制御器と同様、山岳線対応としてブレーキ力強化のためにブレーキシリンダーが各台車の内側寄り車軸上に各1台搭載された、当時の路面電車用台車としては異例の構造となっている。
もっとも、このシリンダーを駆動するブレーキシステムは、当時一般的であった空気圧を直接ブレーキシリンダーに送り込んで制動作用を得る、直通ブレーキで、連結運転を考慮しなかったため単行運転用の簡便な日本エヤーブレーキ製SM-3が採用され、これに中継弁を付加してブレーキ力を増強、各台車に搭載されたブレーキシリンダーを駆動する。また、このブレーキの動力源となる空気圧縮機としては、同じく日本エヤーブレーキ製DH-25を搭載する。

## 運用

### 東武時代
定員96名と1両で在来の電動車+付随車1編成以上の輸送力を持つ本形式と、1編成で定員150名と格段に大きな輸送力を備える200形連接車（1954年製）の投入により、在来車は文字通り一掃された。
以後、本形式は200形と共に通勤・通学、そして観光輸送の足として日光軌道線全廃まで何ら改造されることもないまま約15年に渡って運用された。
1968年2月の日光軌道線全線廃線により不要となった本形式は、10両全車が廃車、除籍された。

### 岡山電軌入線後

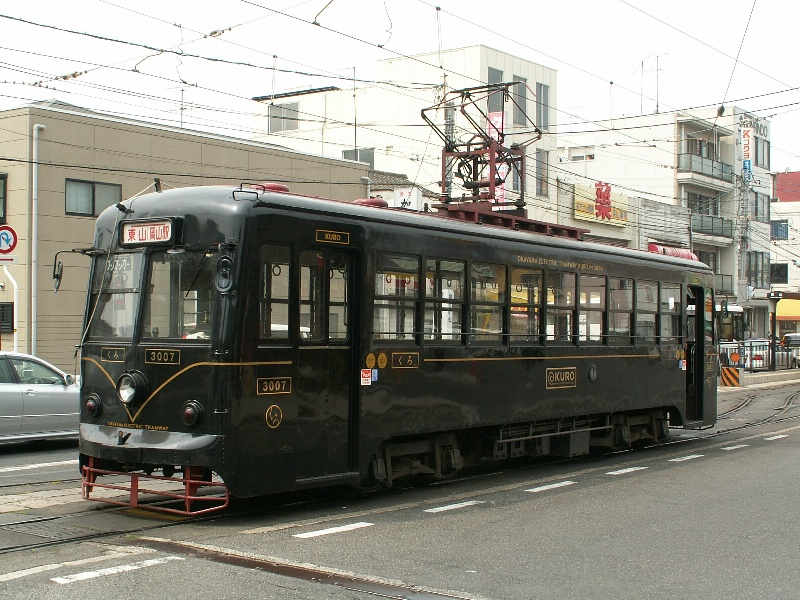
3007「KURO」

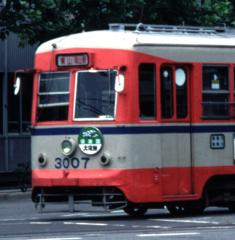
3007（1988年6月18日撮影）

日光軌道線の全廃で不要となった本形式であるが、その時点で経年が15年と車齢が若かったため、そのまま解体せず譲渡先が求められた。
そこで1968年5月に既存の2軸車の淘汰を計画し、軌道条件に適合する中古車を探し求めていた岡山電気軌道がまず102・105 - 107・110の5両を購入、102・105・107の3両を岡軌3000形3001・3002・3004として車掌が乗務するいわゆるツーマンカー形態で、106・110の2両を3003・3005としてワンマン・ツーマン両対応車として、それぞれ自社東山工場で改造、1968年8月23日に設計認可され、同年11月20日より順次就役を開始した。
岡山電気軌道は続いて1969年1月に残る5両も購入、104・108の2両がやはり自社東山工場でワンマン・ツーマン両対応仕様に改造の上で3006・3007となり、101・103・109は岡軌1000・岡軌2000形の改造を担当した大阪車輌工業の手でワンマン・ツーマン両対応仕様への改造工事を実施の上で3008 - 3010として入線、1969年1月20日付設計認可で順次就役が開始された。
また、ツーマンカーとして竣工した3001・3002・3004についても、1970年8月の全線ワンマン化に合わせ、定期検査のタイミングをとらえて自社東山工場で同年5月から10月にかけてワンマン・ツーマン両対応化改造工事が施工されている。

#### 改造
本形式の岡山電気軌道への譲渡に当たっては、以下の改造工事が実施された。
- 集電装置をビューゲルから岡山電気軌道標準の石津式パンタグラフに交換[注釈 11]
- 側窓のアルミサッシ化
- 妻面続行表示灯の撤去と行先表示幕の運転台寄りから幕板中央への移設・大型化
- ワンマン対応に伴う客用扉隣接側窓下部の腰板への乗車方式表示幕設置、車内への料金箱の設置、バックミラーの追加など

なお、後年の改造により、本形式の自重は0.5t増えて15.5tとなっている。
塗装は岡電初のボギー車となった岡軌1000型と同様の窓周りオレンジ、その上下がベージュのツートンカラーで、入線時の3001・3002・3004を除きワンマン車を示す紺色の帯を窓下に巻いていた。
もっとも、入線後岡山では全面広告電車の運行が開始され、その対象として当時の主力車であった本形式が指定される機会が多かったため、標準塗装のままで運行されていた車両は少数派であった。
後年、一部の車両についてはKS-40J台車の軸受を平軸受からコロ軸受に交換・改造する工事を実施されている。

#### 廃車と現況
3001は就役後まもなく交通事故に遭い、致命的な損傷を受けて1973年10月10日付で廃車された。それ以外の9両は大きな変化もなく全車が在籍していたが、経年による車体の劣化が目立ち始めたことと、岡山電気軌道で最後に残った非冷房車であったことから、特に夏場にサービス面で不評を買うようになっていた。
そのため、冷房化も兼ねて新造車体への載せ替えが決定し、1989年以降、主電動機や制御器等を流用した7900型への更新工事が開始された。工事はおおむね年1両のペースで進められたが、1995年の8501竣工による3006の代替廃車でラッシュ時の運用定数が冷房車で充足されたこと、それに続く増備車が超低床構造の9200型となったことなどから、更新は5両で打ち切られた。
2011年5月時点では3005・3007・3010の3両が在籍していた。この3両はイベント用車両としての性格が強く打ち出され、以下の通りそれぞれ異なる特別塗色となった。
- 3005 - 東武日光軌道線塗色（2005年 - ）
- 3007 - KURO（2004年 - ）[1]
- 3010 - レトロ調に塗装を変更（1991年 - ）→夢二号（竹久夢二生誕120周年記念、2004年 - 2006年）→ピアノ（CSデザイン学生賞2006受賞作品/浜崎祐貴、2006年 - 2008年）→チェック模様（CSデザイン学生賞2008受賞作品/高橋健吾、2008年 - 2013年）→東武日光軌道線塗色（2013年さよなら運転時）

3007は2004年に自社東山工場でリニューアル工事（大阪車輌工業による出張工事）を実施したが、3005と3010は未実施で、車内はほぼ岡山電気軌道移籍時のままの姿を留めている。
3007のリニューアル工事は、デザインを水戸岡鋭治（両備グループデザイン顧問）が担当し、車体は烏城と呼ばれている岡山城にあわせて、「からすの濡れ羽色」を表現した独特の黒色となった。車内は木製の素材感を生かしたレトロ調となっており、座席には楢の木、窓の日よけには科（シナ）の木が使用され、つり革は日本の鉄道・軌道含め初めての本革が使用されており、握り部分はカーボンファイバーを中心に挟んだ合板製になっている。リニューアル工事完成後にKUROの愛称がつけられた。

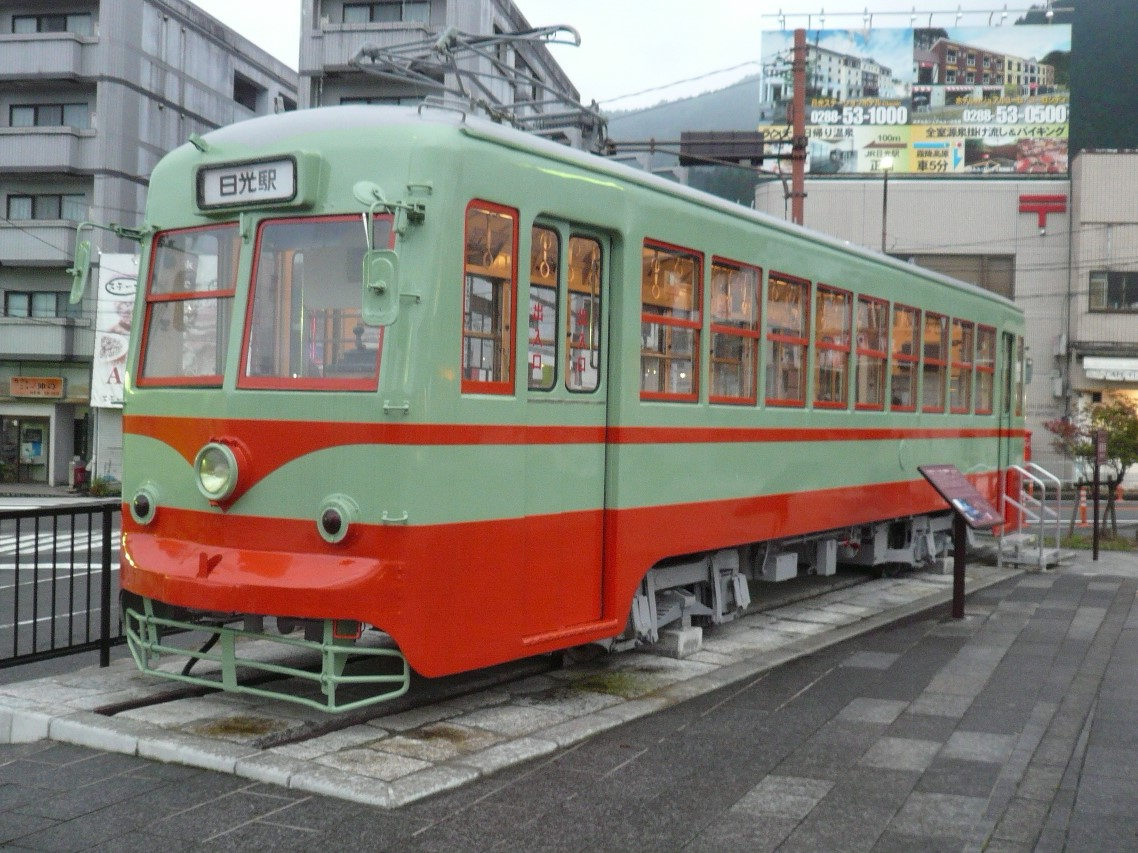
東武日光駅前の109号

2011年5月現在、3007が東山線で1日5往復の定期運用を、3005が毎月第1土曜日に東山線で2往復の定期運用を持っているが（いずれも、6月 - 9月は運休）、3010は定期運用がなく事実上休車扱いとなっていた。また、3005は岡山市などの啓発電車として不定期で東山線で運転されるほか、毎年12月に東山線で運転されるクリスマス電車には、3007が2004年から2020年まで使用されていた。
3010は2012年5月に希望者へ無償譲渡されることが発表され、同年6月に栃木県日光市の観光施設「日光霧降高原チロリン村」への寄贈が決まった。3005と同じ日光軌道線色に復元整備の後、2013年4月7日にさよなら運転を行って同月23日に東山車庫から搬出され、同月27日から公開を開始した。2020年3月以降は東武日光駅前広場に移転の上で公開されている。これに際し、岡電時代の石津式パンタグラフのままだった集電装置が日光時代に近いビューゲルに復元された
。
なお、9200型MOMOの竣工を前に廃車となった3009は本形式にとって縁の深い日光市の鉄道愛好家に無償で譲渡され、現在栃木県内にて保存されている。
2020年2月現在、3005・3007の2両が在籍している。新旧の番号対照は下記の通りである。
| 東武車番 | 岡電車番 | 備考                                                         |  | 東武車番 | 岡電車番 | 備考                                                                                             |
| -------- | -------- | ------------------------------------------------------------ |  | -------- | -------- | ------------------------------------------------------------------------------------------------ |
| 102      | 3001     | 1968年7月岡電竣工 1973年10月10日 事故のため廃車解体          |  | 104      | 3006     | 1969年8月31日岡電竣工 1995年3月1日 8501号の代替で廃車解体                                        |
| 105      | 3002     | 1968年12月28日岡電竣工 1991年6月7日 8101号との代替で廃車解体 |  | 108      | 3007     | 1970年1月岡電竣工 KURO                                                                           |
| 106      | 3003     | 1969年5月28日岡電竣工 1989年7月10日 7901号との代替で廃車解体 |  | 101      | 3008     | 1969年7月10日岡電竣工 1993年3月31日 8301号との代替で廃車解体                                     |
| 107      | 3004     | 1968年9月20日岡電竣工 1992年4月4日 8201号との代替で廃車解体  |  | 103      | 3009     | 1969年7月16日岡電竣工 2002年5月13日 廃車後栃木県内で保存                                         |
| 110      | 3005     | 1969年3月岡電竣工 東武日光軌道線色                           |  | 109      | 3010     | 1969年7月16日岡電竣工 夢二号→ピアノ→チェック模様→東武日光軌道線色 2013年4月 廃車後栃木県内で保存 |